# Lockheed XC-35

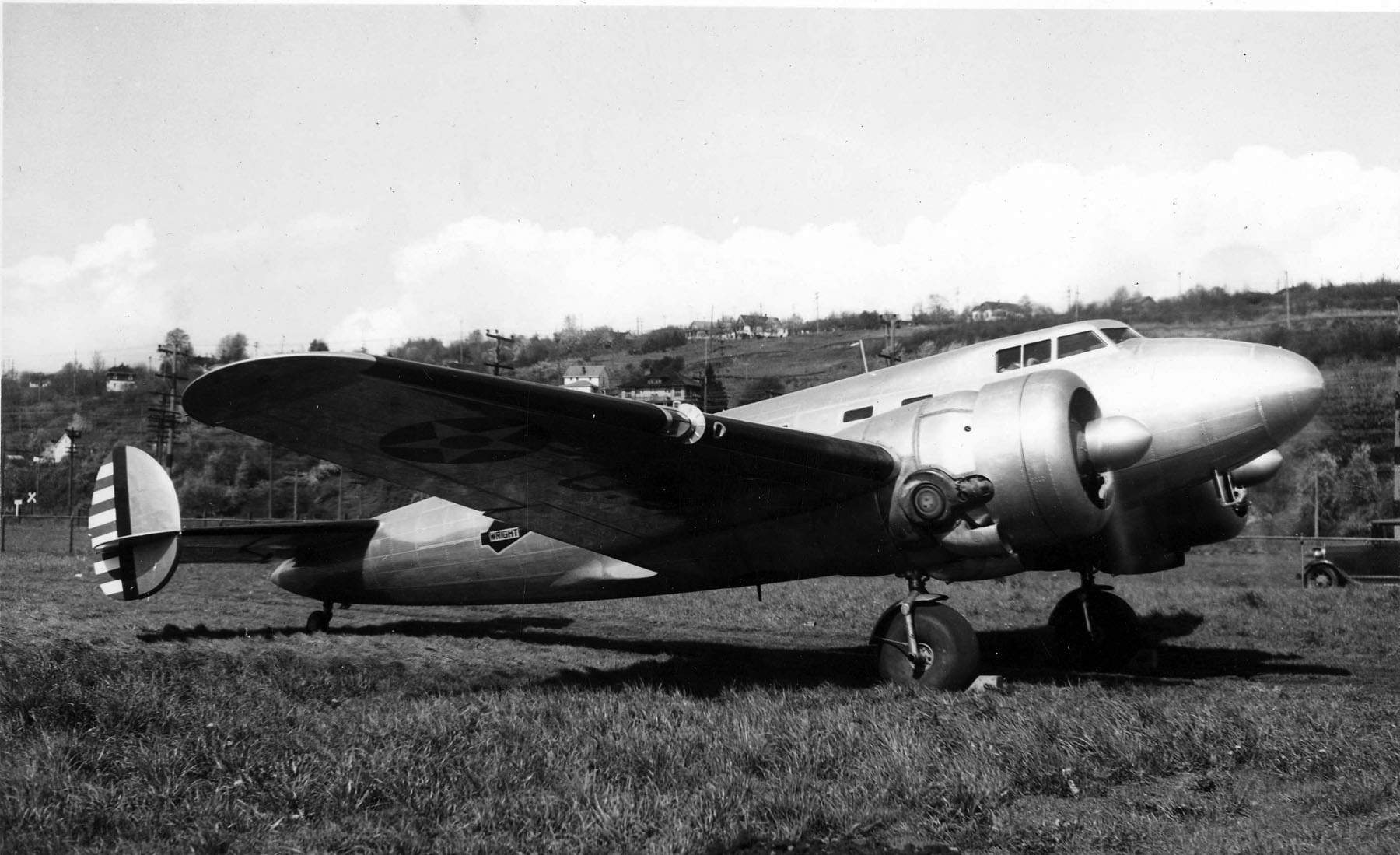

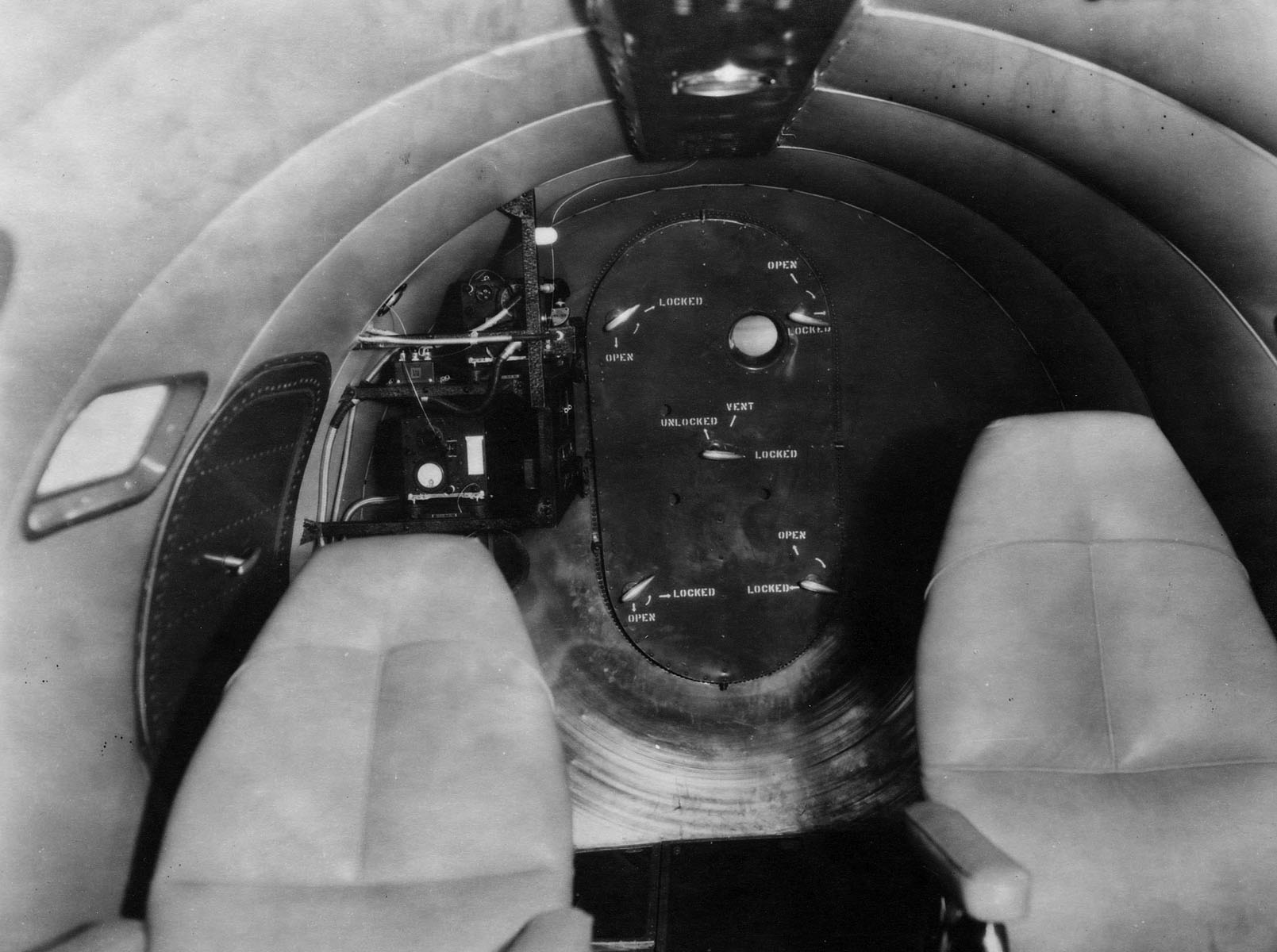
Kabine

Die Lockheed XC-35 ist ein zweimotoriges Experimentalflugzeug mit Druckkabine. Es war das zweite Flugzeug amerikanischen Ursprungs, das mit einer Druckkabine ausgestattet war.

## Geschichte
Der Erstflug fand am 7. Mai 1937 statt. Es konnte mit zwei oder drei Passagieren eine Flughöhe von 30.000 ft (ca. 9.140 m) erreicht werden. 1948 kam das Flugzeug in ein Museum der Smithsonian Institution.

## Technische Daten
| Besatzung             | 3                                                      |
| Passagiere            | 2 (+ 1 außerhalb Druckkabine)                          |
| Länge                 | 11,8 m                                                 |
| Spannweite            | 16,8 m                                                 |
| Höhe                  | 3,1 m                                                  |
| Triebwerke            | 2 × Pratt & Whitney XR-1340-43 Wasp mit jeweils 550 PS |
| Höchstgeschwindigkeit | 560 km/h in 6000 m Höhe                                |
| Dienstgipfelhöhe      | 9600 m                                                 |
| Reichweite            | 1285 km                                                |